# Церовица
Надморска височина при жп спирката 748 м, при черквата - 807 м, при махала Бело каменье - 950-1050 м
Вижте пояснителната страница за други значения на Церовица.
Церовица е село в Западна България. То се намира в община Кюстендил, област Кюстендил.
Село Церовица е старо средновековно селище, регистрирано в турски данъчни документи от 1570-1572 г., под името Церовец.
В Списъка на джелепкешаните от 1576-1577 г. е записано под името Черовиче.

## География
Селото е разположено от двете страни на р. Бистрица. По-голямата част от махалите са по южните склонове на левия бряг на реката, в Чудинската планина.
Две от махалите - Бело каменье и Влаовец, са на десния по-висок и по-стръмен бряг на р. Бистрица, в Лисец планина.
Името на селото е образувано от вида дъб - цер.
През землището на селото минава жп линията Кюстендил-Гюешево. Спирка Церовица е на 19 км от Кюстендил и е открита през 1910 г., когато е открита за експлоатация жп линия.
По асфалтовия път от Кюстендил, през Гърляно и Долно село, разстоянието е 28 км. От Кюстендил, през Соволяно до Церовица, е 23 км. Последните 6 км от този път е почвен и затова рядко се използва.
Освен жп връзка селото има автобусна връзка с Кюстендил в петък, само през летните месеци.
Церовица е разпръснат тип селище. Състои се от махалите: Самарджийска, Паргова, Козарска, Божурина, Вировска, Пешова, Митрева, Горна, Златкова, Рекалийска, Бело каменье и Влаовец.
Някои родове и фамилии след разселването си са дали имена на подмахали.
Климатът е умерен, преходно-континентален, с полупланински характер.

## Население
1866 г. - 287 д.
1880 г. - 300 д.   
1900 г. - 377 д.  
1920 г. - 530 д.    
1934 г. - 578 д.    
1956 г. - 387 д.    
1975 г. - 154 д.    
1985 г. - 100 д.    
2001 г. - 48 д.    
2010 г. - 39 д.    
2020 г. - 16 д.    
Към средата на 2021 г. постоянно живеят 14 души.
На 28 май 2023 г. баба Станка Янкова, от махала Влаовец, навърши 100 /сто/ години. Това е единственият столетник през последните две десетилетия в цялата Географска област Каменица. Баба Станка почина в края на лятото на 2023 г. Като стогодишна живя няколко месеца.

## Административна принадлежност
1883-1934 - към община Ломница
1934-1978 - към Долноселска община.
1978-1983 - кметство към Гюешевска селищна система
От 1983-1987 - кметство към Гърлянска селищна система
След закриването на селищните системи през 1987 г., село Церовица е кметство към община Кюстендил. Обслужва се от назначаван от кмета на община Кюстендил кметски наместник, който отговаря за още няколко села в Каменица.

## Икономика
Населението се е занимавало главно със земеделие и скотовъдство. Били развити и домашни занаяти.
На река Бистрица са тракали няколко воденици-караджейки. Дълги години е имало и дъскорезница - банциг на ток.
До към 1993 г. на спирката са действали смесен магазин и пивница.

## История
Черквата „Св. Богородица“ е от 1895 г. До нея са селските гробища.
От 1905 г. има начално училище, което функционира до 1969 г.
Учениците са учили в прогимназията в Долно село, а някои от североизточните махали - в с. Ломница.
Още през 1929 г. в с. Церовица е учредена Кредитна кооперация. От 1948 г. тя става Селкооп, който разкрива магазини в селата Ломница, Чудинци, Гурбановци, Ивановци, Кършалево.
Съществува до 1960 г.
ТКЗС е образувано през 1956 г. От 1960 г. селото е към ДЗС Кюстендил, филиал Долно село. От 1963 г. е към ДЗС Раненци.
От 1971 г. е към АПК, Кюстендил, филиал Долно село, а от 1979 г. - към АПК „Румена войвода“ Гърляно.
След 1991 г. следва ликвидация, връщане на земята на бившите собствениции. Построените по време на колективизацията обори, овчарници и други стопански сгради са разпродадени. Някои от махалите се облезлюдяват и повече от земята пустее. Старите овошки и церовата дъбова гора е нападната от лишеи. Увеличава се популацията на диви прасета.
Селото е електрифицирано през 1966 г.
Махалите са водоснабдени от 1967 г. насам от местни водоизточници.

В селото има „света вода“ под Митрева махала в Дълбоки дол. Лекува рани и очи. Теренът около нея е обрасъл.

## Културни и природни забележителности
Районът е известен с богатството си от билки, гъби и диви животни.
Името на самото село произхожда от „цер“ – вид дъб или от „цяр“ – билка.

## Редовни събития
Годишният събор на селото се провежда в края на месец август, на Голяма Богородица, близо до бившата училищна сграда и черквата.

## Религия
Източно-православна
Село Церовица е към Софийска епархия, архиерейско наместничество Кюстендил